# Inca Garcilaso de la Vega
Gómez Suárez de Figueroa, més conegut com a Inca Garcilaso de la Vega, (Cuzco, 12 d'abril de 1539 - Còrdova, 23 d'abril de 1616) fou un escriptor, historiador i cronista peruà.
Fill del conquistador espanyol Sebastián Garcilaso de la Vega i de la princesa inca Isabel Chimpu Ocllo, descendent del poderós emperador inca Huayna Capac, fou un dels primers mestissos americans. Es traslladà a Espanya als 21 anys després de la mort del seu pare. Allí portà a terme tot el seu treball empès pels records idealitzats de la seva infància. El seu treball com a historiador i com a cronista es va centrar principalment en l'explicació de la societat i cultura inca i de la seva llengua, el quítxua. També va explicar molt detalladament l'organització i el govern del Tahuantinsuyo i de l'Imperi Inca. La seva obra més important són els Comentarios Reales de los Incas, una obra en la que recopila tots els fets que van succeir durant la conquesta europea de les Amèriques. També parla sobre la cultura Inca. El seu pare, Sebastián Garcilaso de la Vega, fou nebot del poeta castellà del Segle d'Or Garcilaso de la Vega, de manera que l'Inca és el renebot del poeta. Morí a Còrdova el 23 d'abril de 1616 amb 77 anys, el mateix dia i el mateix any que Cervantes i Shakespeare. Està enterrat a la Catedral de Còrdova.